# 합천 청량사 아미타설법도
합천 청량사 아미타설법도(陜川 淸凉寺 阿彌陀說法圖)는 대한민국 경상남도 합천군 가야면 청량사에 있는 불화이다. 2019년 8월 1일 경상남도의 유형문화재 제656호로 지정되었다.

## 지정 사유
『합천 청량사 아미타설법도』는 명문을 확인할 수 없어 조성 시기나 제작자는 확인할 수 없으나, 화면 구성과 표현기법, 인물 묘사를 통하여 1817년 청도 덕사 석가모니후불홍도를 조성한 운곡당 언보(雲谷堂 言輔) 계통의 불화로 추정된다. 전반적으로 안정된 화면 구성, 13위의 인물 구성과 비례를 잘 갖춘 인물표현 등 조선후기 여래후불도의 형식과 양식이 잘 갖추어진 작품이며, 특히 보기 드문 선묘불화이므로 경상남도 유형문화재로 지정한다.

## 참고 문헌
- 합천 청량사 아미타설법도 - 국가유산청 국가유산포털